# Algernon Lee Ransome
Algernon Lee Ransome, britanski general, * 29. avgust 1883, † 6. maj 1969.